# Бухта Натальи
Бухта Натальи (бухта Наталии) — бухта северо-восточного побережья Камчатского края, на территории Олюторского района, между мысами Савватия и Высоким в Беринговом море. Топоним «бухта Натальи» часто используется для обозначения заброшенного посёлка Натальинский, располагавшегося на юго-западном берегу бухты.
Вблизи бухты Натальи расположены бухты святого Петра и святого Павла. У входа в эти три бухты находится скалистый остров Богослова (является региональным зоологическим памятником природы). В бухту Натальи впадает река Ватына. Доминирующая высота — сопка Наталии (809 м) на юго-западном берегу.
У входа в бухту Натальи расположено лежбище моржей.

## История
В 1885 году российский мореплаватель Фридольф Гек описал бухту и назвал её в честь Натальи Линдгольм — жены дальневосточного предпринимателя О. В. Линдгольма, владельца шхуны «Сибирь» (на которой Гек совершил это открытие).
В начале XX века на юго-западном побережье бухты располагалась японская фактория. В 1923 году была проведена советизация Охотско-Камчатского региона, сопровождавшаяся вытеснением иностранных факторий, занимавшихся скупкой пушнины у местного населения в обмен на промышленные и продовольственные товары, и в 1925 году в бухте Натальи уже действовала фактория советского Охотско-Камчатского акционерного рыбопромышленного общества.
В 1920-х годах на берегу бухты работал крабовый завод фирмы «Торговый дом братьев Люри». В конце 1930-х годов Акционерным Камчатским обществом был открыт крабоконсервный завод, позднее реорганизованный в Натальинский рыбокомбинат Камчатрыбпрома. В 1950-60-х годах комбинат работал, преимущественно, на переработке олюторской сельди.
В 1946 году на базе рыбокомбината был создан Натальинский сельский совет, новый посёлок получил наименование Натальинский. После запрета в 1970-х годах промысла олюторской сельди (из-за истощения запасов), комбинат переключился на другие виды рыб. Для работы на рыбокомбинат из различных регионов СССР привлекались женщины-сезонницы («вербота́») и молодежь студенческих отрядов.
С 1960-х годов ежегодно в августе-сентябре проводились забои домашних оленей. С этой целью оленеводческие хозяйства Олюторского и Пенжинского районов сгоняли ко времени забоя в бухту Натальи многотысячные стада. В бухте были построены кораль и забойный пункт, разделочный и шкурный цеха. На период забоя фрахтовалось судно (например, БМРТ), имеющее морозильные мощности — для заморозки мяса и сохранения шкур для дальнейшей глубокой обработки. Забои в Наталье проводились до 1990-х.
26 декабря 1978 года в Натальи затонул БМРТ «Борис Горинский» в результате столкновения с транспортным рефрижератором «Пролив Лаперуза». Весь экипаж был подобран рефрижератором.
До 1980-х в бухте Натальи располагалась пограничная застава, имелись фортификационные сооружения (сеть окопов, укрепленные огневые точки, вышки, вертолетная площадка).
В настоящее время объекты человеческой деятельности в бухте Натальи заброшены.

## В творчестве
Бухте Натальи посвящена песня побывавшего здесь в 1972 году Александра Городницкого «Бухта Наталья» (фрагмент):
В распадках крутых непротаявший лед -

Зимы отпечатки.

Над бухтой Наталии рыбозавод

У края Камчатки.

Как рыбы, плывут косяки облаков, 

Над бухтой клубятся.

Четыреста женщин - и нет мужиков:

Откуда им взяться?